# Ilko-Sascha Kowalczuk
Ilko-Sascha Kowalczuk (* 1967, Východní Berlín, NDR) je německý historik a spisovatel, specializující se na dějiny Německé demokratické republiky.

## Život
Vyučil se zedníkem a živil se také jako vrátný. Od roku 1990 studoval historii na Humboldtově univerzitě, jejíž studium ukončil v roce 2002 doktorátem na univerzitě v Postupimi. Mezi léty 1995-1995 byl odborným členem pracovní skupiny Bundestagu ke zkoumání komunistické diktatury v Německé demokratické republice. Od roku 2001 pracuje jako vědecký pracovník na oddělení vzdělávání a výzkumu na Gauckově úřadu.
Je manželem německé anglistky a afrikanistky Susan Arndt. Spolu mají čtyři děti.

## Dílo
- End Game. The 1989 Revolution in East Germany. Berghahn, New York, Oxford 2022, ISBN  978-1-80073-621-4.
- The revolution in Germany. The end oft the SED dictatorship, East Geerman society, and reunification. — Frederic Bozo, Andreas Rödder, Mary Elise Sarotte (eds.): German Reunification. A multitinational history. New York 2017, p. 15 — 42
- For social justice, freedom and unity – the popular uprising of 17 Juni 1953 in East Berlin. In: György Dalos, Ilko-Sascha Kowalczuk, Jean-Yves Potel: One a long way to democracy: from Berlin to Gdansk via Budapest and Prague. European Trade Union Institute (ETUI). Brussels 2022, ISBN 978-2-87452-633-6.
- 1989 — La société et l’État — opposition et révolution. — Hélène Camarade, Sibylle Goepper (dir.): Résistance, dissidence et opposition en RDA 1949—1990. (= Histoire et civilisations) Presses Universitaires du Septentrion, Villeneuve d’Ascq 2016, p. 287—310
- Everyday Life in the GDR and the MfS. in: State Security. A Reader On The GDR Secret Police. Berlin 2016, S. 69 – 76, ISBN 978-3-94657-243-5
- NRD i Polska. Relacje międzypaństwowe i międzyludzkie. — Ludwig Mehlhorn: Europejski Duch Oporu. Eseje. Krakow 2015: 38 — 61
- Rewolucja 1989 roku w NRD. — Pamięć I Sprawiedliwość 18(2011) 2: 197—216
- Solidarnosc. — Pamięć I Sprawiedliwość 16(2010) 2: 29 — 35
- Rok 1956 i jego reperkusje w NRD. — Rok 1956 w Polsce i jego rezonans w Europie. Warszawa 2009: 229—242
- Od nieudanej rewolucji do zapobiegania powstaniom: panowanie SED w latach 1953—1961. — Pamięć i Sprawiedliwość 11(2007) 1: 33 — 60
- 17 czerwca 1953. Historia powstania. Wrocław 2013
- Das bewegte Jahrzehnt: Geschichte der DDR von 1949 bis 1961. Bonn: Bundeszentrale für politische Bildung, 2003. 164 s. ISBN 3-89331-521-7.
- Geist im Dienste der Macht: Hochschulpolitik in der SBZ/DDR 1945 bis 1961. 1. Aufl. Berlin: Ch. Links Verlag, 2003. 604 s. ISBN 3-86153-296-4.
- Endspiel: die Revolution von 1989 in der DDR. Lizenzausg. Bonn: Bundeszentrale für Politische Bildung, 2009. 602 s. Schriftenreihe; 762. ISBN 978-3-89331-938-1.
- 17. Juni 1953. Sonderaufl. für die Zentralen für politische Bildung. München: C.H. Beck, ©2013. 128 s. Wissen.
- Die Stasi: Überwachung und Repression in der DDR. München: C.H. Beck, ©2013. 427 s. Beck'sche Reihe; 6026. ISBN 978-3-406-63838-1.
- Die Übernahme. Wie Ostdeutschland Teil der Bundesrepublik wurde. Beck, München 2019, ISBN 978-3-406-74020-6
- Walter Ulbricht. Der deutsche Kommunist (1893–1945). Verlag C. H. Beck, München 2023, ISBN 978-3-406-80660-5.
- Walter Ulbricht. Der kommunistische Diktator (1945–1973). Verlag C. H. Beck, München 2024, ISBN 978-3-406-81396-2
- Freiheitsschock. Eine andere Geschichte Ostdeutschlands seit 1989. Verlag C. H. Beck, München 2024, ISBN 978-3-406-82213-1